# شمس أباد (باقران)
شمس أباد (بالفارسية: شمس‌آباد) هي مستوطنة تقع في إيران في قسم باقران الريفي. يقدر عدد سكانها بـ 189 نسمة .